# حد حبيبي

الحَدُّ الحُبَيْبي هو الحد بين القطع البلورية (الحبيبات) في المادة متعددة البلورات.